# ۲سی-تی-۷
۲ث-ت-۷ (به انگلیسی: 2C-T-7) با فرمول شیمیایی C۱۳H۲۱NO۲S یک ترکیب شیمیایی است. که جرم مولی آن ۲۵۵٫۳۸ g/mol می‌باشد. 